# Orlando Gando
Orgando dos Santos Paquete (sinh ngày 15 tháng 7 năm 1992), hay Gando là một cầu thủ bóng đá người São Tomé và Príncipe thi đấu cho UDRA ở São Tomé và Príncipe Championship ở vị trí tiền vệ. Anh được triệu tập vào Đội tuyển bóng đá quốc gia São Tomé và Príncipe tại Vòng loại giải vô địch bóng đá thế giới 2014, nơi anh đá 2 trận trước Cộng hòa Congo, ghi 1 bàn thắng.

## Sự nghiệp quốc tế

### Bàn thắng quốc tế
Tỉ số và kết quả liệt kê bàn thắng của Congo trước.
| #  | Ngày                 | Địa điểm                                    | Đối thủ        | Tỉ số | Kết quả | Giải đấu                                     |
| -- | -------------------- | ------------------------------------------- | -------------- | ----- | ------- | -------------------------------------------- |
| 1. | 15 tháng 11 năm 2011 | Sân vận động Thành phố, Pointe-Noire, Congo | Cộng hòa Congo | 1–0   | 1–1     | Vòng loại giải vô địch bóng đá thế giới 2014 |